# Купа (річка)
Ку́па (хорв. Kupa, словен. Kolpa) — річка в Хорватії та Словенії, права притока Сави.
Довжина річки — 296 км, показник пересічних витрат води — 283 м³/c.
Витік Купи розташований у Хорватії, в Горському Котарі на території національного парку Рісняк. Гирло — біля міста Сисака.
У верхів'ї Купа є природним державним кордоном між Хорватією і Словенією.
Великі притоки Купи — Добра, Корана (обидві в межах міста Карловаца), Глина, Одра (в межах Сисака) — всі праві.
На річці розташовані міста Карловаць та Сисак (обидва — Хорватія).
Верхів'я Купи багаті на рибу, річка є популярною у водних туристів. На Купі була побудована перша в Хорватії гідроелектростанція (за проєктом Ніколи Тесли).
| Річка | Це незавершена стаття про річку. Ви можете допомогти проєкту, виправивши або дописавши її. |

| CRO | Це незавершена стаття з географії Хорватії. Ви можете допомогти проєкту, виправивши або дописавши її. |

| Словенія | Це незавершена стаття з географії Словенії. Ви можете допомогти проєкту, виправивши або дописавши її. |